# Влогър
Влогърът е потребител, който документира част от живота си публично във видеоклипове или собствен уебсайт.
Дейността е разпространена основно в социалните видеоплатформи като YouTube и Vbox7. Влогърът качва видеоклипове с целенасочено развлекателно или комично съдържание, което е неограничено до определени теми и публика. Влогърите споделят информация по различни теми като мода, архитектура, игри, забавление, личностно развитие или от собствения им живот.

## Кариера
Влогърството може да се превърне и в бизнес и професия. То може да бъде първите стъпки към професионално развитие в телевизията и киното. Често се използват сайове и видеоплатформи предоставящи „издателска“ опция. В България обаче плащането чрез платформи за видео споделяне не е голямо, за това повечето влогъри използват други допълнителни методи.
- Мърчове – продажба на тениски, шапки, раници и сувенири.
- Реклама – реклама на продукти, игри, сайтове и други.
- Безплатни подаръци.
- Изкуство – издаване на книги, картини и прочее.[3]

## В България
В България първият известен влогър е Емил Конрад, който качва видеоклипове от тип скечове. Той събира хиляди фенове през годините. В същото време и Цветослав Цонев, известен като Цуро, също набира популярност със забавно съдържание.